# Serge Dupire
Pour les articles homonymes, voir Dupire.
Serge Dupire, né le 23 mai 1958 à Belœil, (Québec), est un acteur franco-québécois.
Il est notamment connu pour ses rôles de Guillaume Plouffe dans les films Les Plouffe et Le Crime d'Ovide Plouffe, de Florent Boissonneault dans le film Le Matou et, aussi, dans le rôle de Vincent Chaumette dans la série Plus belle la vie.

## Biographie
Serge Dupire a interprété plusieurs personnages historiques : le révolutionnaire montagnard Billaud-Varenne, partisan d'Hébert (en 1989, dans La Révolution française), le Grand Condé, allié puis adversaire de Louis XIV durant la Fronde de 1648-1652 (en 1993, dans Louis, enfant roi) et le général Cambronne, officier de la Grande armée et héros de la bataille de Waterloo (en 2002, dans la mini-série Napoléon d'Yves Simoneau).
Durant l'été 1983 pendant un mois, il co-anime avec Sophie Stanké l'émission de radio La Belle et le beau à CKMF-FM durant les vacances d'André Marcoux. L'année suivante, à la suite de son passage à l'émission télé de Michel Jasmin, Serge enregistre son premier (et seul) 45 tours, Bon voyage.
En 1994, il participe à l'émission Fort Boyard.
De 2004 jusqu'à la fin de la série en 2022, il joue le rôle de Vincent Chaumette dans la série télévisée Plus belle la vie sur France 3.

## Vie privée
Serge Dupire descend de la famille normande d'Estimauville de Beaumouchel. Son grand-père était originaire de Ploermel dans le Morbihan et sa grand-mère était du Havre. Il a eu une relation de deux ans avec la comédienne Rebecca Hampton de 2004 à 2006.
Il a été marié à Irena, rencontrée à Paris.
Il est père de deux enfants, Thomas né en 1990, et Stan né en 2017[réf. souhaitée].

## Filmographie

### Cinéma
- 1979 : Éclair au chocolat de Jean-Claude Lord : rôle inconnu
- 1981 : Les Plouffe de Gilles Carle : Guillaume Plouffe
- 1984 : La Femme de l'hôtel de Léa Pool : Simon Richler
- 1984 : Le Crime d'Ovide Plouffe de Denys Arcand : Guillaume Plouffe
- 1985 : Le Matou de Jean Beaudin : Florent Boissonneault
- 1992 : L'Automne sauvage de Gabriel Pelletier : Charlie Minton
- 1993 : Louis, enfant roi de Roger Planchon : Prince de Condé
- 1994 : Meurtre en musique de Gabriel Pelletier : Jean Leprat
- 1997 : La Conciergerie de Michel Poulette : Jacques Laniel
- 2001 : Le Ciel sur la tête d'André Melançon : Marc
- 2010 : L'Appât d'Yves Simoneau : Moulin
- 2023 : Marinette de Virginie Verrier : le médecin

### Télévision
- 1981 - 1982 : Chez Denise (série télévisée) : Philippe Laroque, aide-cuisinier
- 1982 - 1983 : La Bonne Aventure (série télévisée) : Benoît Leroux
- 1985 : L'Épreuve (Les Beaux Dimanches) : Lucidor[7]
- 1985 : Another World : Michaud Christophe
- 1987 : L'Île (feuilleton TV)
- 1988 : Formule 1 (série télévisée) : Daniel Hardy
- 1989 : La Révolution française : Jacques Nicolas Billaud-Varenne
- 1989 : À la vie! À l'amour! (Les Beaux Dimanches) : Paul
- 1991 : Quiproquos ! (TV) : Alain
- 1992 : Lapse of Memory
- 1993 : Chasse gardée : Alex Darcos
- 1994 : Jalna (feuilleton TV) : Renny
- 1994 : Les Grands Procès (TV) : Jacques Mesrine
- 1995 : Ange Espérandieu (TV) : Ange Espérandieu
- 1996 : Les Alsaciens ou les Deux Mathilde (feuilleton TV) : Édouard no 2
- 1996 : Vice vertu et vice versa (TV) : Denis Smith
- 1997 : Et si on faisait un bébé ? (TV) : Docteur Goldberg
- 1998 : L'Instit (Saison 5, épisode 2, Le bouc émissaire) : Stéphane
- 1999 : Juliette Pomerleau (série télévisée) : Roger Simoneau
- 1999 : Jusqu'à ce que la mort nous sépare (TV) : Luc
- 2000 : Sandra et les siens (série télévisée) : Jean-Paul
- 2001 : Largo Winch (série télévisée) : Mike (épisode 12)
- 2001 : Tribu.com (série télévisée) : Fabrice Gary
- 2001 : Signes de vie (TV) : Jacques
- 2002 : Napoléon (feuilleton TV) : Vicomte de Cambronne
- 2002 : Hit and Run - court métrage
- 2003 : Assistance - court métrage
- 2004 - 2007 : Femmes de loi : Hervé Gonsart
- 2004 - 2022 : Plus belle la vie : Vincent Chaumette
- 2007 : Suspectes : Gabriel
- 2010 : Autoroute Express (série télévisée humoristique) : rôle du directeur ; réal : Florian Hessique
- 2011 : La Vie en miettes de Denis Malleval (TV) : Mr Patrick
- 2012 : Kaboul Kitchen (série TV) : Bob
- 2012 : Week-end chez les toquées : Charles
- 2012 : À la recherche du droit, moyen-métrage de Virgile Bayle et Jason Roffé : Fey
- 2014 : Jusqu'au dernier de François Velle : Rochette
- 2014 : Une vie en Nord (spin-off de Plus belle la vie) de Williams Crépin : Vincent Chaumette
- 2015 : Commissaire Magellan - Grand large de François Guérin : Charles Lacoste
- 2016 : Vogue la vie de Claire de La Rochefoucauld
- 2016 : Ransom : David (épisode Celina)
- 2016 : Caïn (France 2)
- 2017 : Camping Paradis (série télévisée) : Éric Caubert
- 2019 : La Stagiaire : Fabrice Vernon (saison 4, épisode 3)
- 2022 : Coup de foudre en Bretagne (Téléfilm romanesque) : Nicholas Martin

## Théâtre
- 1995 : Les Enfants de chœur de Louis-Michel Colla, mise en scène Franck de Lapersonne, avec Jean-Pierre Castaldi, Nanou Garcia et Ann-Gisel Glass - Théâtre de la Gaité-Montparnasse
- 1997 : Nathan le Sage de Gotthold Ephraïm Lessing, mise en scène Denis Marleau, Festival d'Avignon, Théâtre national de Strasbourg
- 2012 : Les Pieds tanqués avec Sofiane Belmouden

## Publicité
- 1985 : Tintin et Milou - Ken-L ration
- 1994 : Nana

## Musique
- 1984 : Bon voyage[8]
- 2010 : Crée un groupe de jazz, SWAZZ